# رضاآباد (زیارت)
رضاآباد یا رضاآباد غربی روستایی در دهستان زیارت بخش مرکزی شهرستان شیروان استان خراسان شمالی ایران است.

## جمعیت
بر پایه سرشماری عمومی نفوس و مسکن در سال ۱۳۹۵ جمعیت این مکان ۳۳۰ نفر (۸۹خانوار) بوده‌است.